# Calomys sorellus
Calomys sorellus е вид гризач от семейство Мишкови (Muridae). Видът не е застрашен от изчезване.

## Разпространение и местообитание
Разпространен е в Перу.
Обитава гористи местности, ливади, пасища и храсталаци.

## Описание
Теглото им е около 20 g.
Популацията на вида е стабилна.